# Heteropterys olivacea
Heteropterys olivacea là một loài thực vật có hoa trong họ Malpighiaceae. Loài này được (Cuatrec.) W.R. Anderson mô tả khoa học đầu tiên năm 1981.